# Senama Nenek
Senama Nenek is een bestuurslaag in het regentschap Kampar van de provincie Riau, Indonesië. Senama Nenek telt 13.536 inwoners (volkstelling 2010).